# 大国彰
大国 彰（おおくに あきら、1913年1月1日 - 1997年3月）は、日本の行政管理官僚。行政管理庁行政管理局長、行政管理事務次官、行政管理研究センター会長などを務めた。

## 来歴
三重県出身。第三高等学校から東京帝国大学法学部法律学科に入学。1934年 高等試験行政科を合格。1935年3月 東京帝大法学部法律学科卒業。同年 拓務省入省。殖産局属。
東京管区経済調査庁調査部経済調査官などを経て、1948年8月1日 東京管区経済調査庁監査部監察第一課長。1952年8月1日 東京管区監察局総務課長。同年8月12日 行政管理庁監察部監察官。1955年2月1日 行政管理庁監察部庶務課長。
1956年5月19日 行政管理庁長官官房秘書課長。1957年8月9日 大阪管区行政監察局第二部長。1960年3月21日 高松管区行政監察局長。同年5月20日 四国管区行政監察局長。1961年3月28日 中国管区行政監察局長。
1967年2月10日 行政管理庁行政管理局長。1968年6月1日 行政管理事務次官兼行政管理庁行政管理局長。同年6月15日 行政管理事務次官。1971年7月15日 退官。
1972年8月1日 石油開発公団監事。1975年11月 鉄道弘済会監事。1977年9月 財団法人行政管理研究センター会長。1984年5月 同センター顧問。1983年4月29日 勲二等受章。1997年3月15日 叙従三位。